# Vòng loại Giải vô địch bóng đá thế giới 2014 – Khu vực châu Phi (Vòng 1)
Dưới đây là bài chi tiết về Vòng loại Giải vô địch bóng đá thế giới 2014 - khu vực châu Phi (vòng 1).

## Thông tin
Ở vòng loại này, 24 đội được đánh giá thấp nhất phải tham dự vòng đấu đầu tiên, lễ bốc thăm diễn ra tại Marina da Glória ở Rio de Janeiro, Brasil vào ngày 30 tháng 7, 2011.
Các trận đấu sẽ được tổ chức với trận lượt đi diễn ra vào ngày 11 tháng 11 năm 2011 và trận lượt về diễn ra vào ngày 15 tháng 11 năm 2011. 12 đội thắng cuộc được đặc cách tiến vào vòng 2.

## Phân loại hạt giống
Kết quả bốc thăm hạt giống như sau:
| Nhóm 1 | Nhóm 2 |
| --- | --- |
| Mozambique · CHDC Congo · Togo · Liberia · Tanzania · Cộng hòa Congo · Kenya · Rwanda · Ethiopia · Namibia · Burundi · Madagascar | Guiné-Bissau · Guinea Xích Đạo · Tchad · Eswatini · Comoros · Lesotho · Eritrea · Somalia · Djibouti · Mauritius · Seychelles · São Tomé và Príncipe |

## Kết quả
| Đội 1                | TTS     | Đội 2          | Lượt đi | Lượt về |
| -------------------- | ------- | -------------- | ------- | ------- |
| Seychelles           | 0–7     | Kenya          | 0–3     | 0–4     |
| Guiné-Bissau         | 1–2     | Togo           | 1–1     | 0–1     |
| Djibouti             | 0–8     | Namibia        | 0–4     | 0–4     |
| Mauritius            | w/o     | Liberia        | —       | —       |
| Comoros              | 1–5     | Mozambique     | 0–1     | 1–4     |
| Guinea Xích Đạo      | 3–2     | Madagascar     | 2–0     | 1–2     |
| Somalia              | 0–5     | Ethiopia       | 0–0     | 0–5     |
| Lesotho              | 3–2     | Burundi        | 1–0     | 2–2     |
| Eritrea              | 2–4     | Rwanda         | 1–1     | 1–3     |
| Eswatini             | 2–8     | CHDC Congo     | 1–3     | 1–5     |
| São Tomé và Príncipe | 1–6     | Cộng hòa Congo | 0–5     | 1–1     |
| Tchad                | 2–2 (a) | Tanzania       | 1–2     | 1–0     |

| Seychelles | 0–3      | Kenya                         |
| ---------- | -------- | ----------------------------- |
|            | Chi tiết | Ochieng 41' · Oliech 75', 81' |

| Kenya                                                 | 4–0      | Seychelles |
| ----------------------------------------------------- | -------- | ---------- |
| Onyango 19' · Oliech 36' · Mulama 45+1' · Wanyama 74' | Chi tiết |            |

Kenya thắng với tổng tỉ số 7–0 và giành quyền vào vòng 2.
| Guiné-Bissau    | 1–1      | Togo      |
| --------------- | -------- | --------- |
| de Carvalho 38' | Chi tiết | Gakpé 32' |

| Togo            | 1–0      | Guiné-Bissau |
| --------------- | -------- | ------------ |
| Jonas 3' (l.n.) | Chi tiết |              |

Togo thắng với tổng tỉ số 2–1 và giành quyền vào vòng 2.
| Djibouti | 0–4      | Namibia                                    |
| -------- | -------- | ------------------------------------------ |
|          | Chi tiết | Bester 13', 52' · Kaimbi 50' · Urikhob 88' |

| Namibia                                     | 4–0      | Djibouti |
| ------------------------------------------- | -------- | -------- |
| Isaacks 17' · Kaimbi 34', 58' · Urikhob 81' | Chi tiết |          |

Namibia thắng với tổng tỉ số 8–0 và giành quyền vào vòng 2.
| Comoros | 0–1      | Mozambique       |
| ------- | -------- | ---------------- |
|         | Chi tiết | Miro 54' (ph.đ.) |

| Mozambique                                           | 4–1      | Comoros      |
| ---------------------------------------------------- | -------- | ------------ |
| Domingues 26' · Sitoe 45' · Whiskey 59' · Bauque 84' | Chi tiết | Youssouf 72' |

Mozambique thắng với tổng tỉ số 5–1 và giành quyền vào vòng 2.
| Guinea Xích Đạo                 | 2–0      | Madagascar |
| ------------------------------- | -------- | ---------- |
| Juvenal 20' (ph.đ.) · Randy 74' | Chi tiết |            |

| Madagascar                           | 2–1      | Guinea Xích Đạo |
| ------------------------------------ | -------- | --------------- |
| Rajoarimanana 54' · Ramanamahefa 90' | Chi tiết | Ellong 24'      |

Guinea Xích Đạo thắng với tổng tỉ số 3–2 và giành quyền vào vòng 2.
| Somalia | 0–0      | Ethiopia |
| ------- | -------- | -------- |
|         | Chi tiết |          |

| Ethiopia                                          | 5–0      | Somalia |
| ------------------------------------------------- | -------- | ------- |
| Oukri 5' · S. Bekele 62', 65' · Kebede 87', 90+2' | Chi tiết |         |

Ethiopia thắng với tổng tỉ số 5–0 và giành quyền vào vòng 2.
| Lesotho      | 1–0      | Burundi |
| ------------ | -------- | ------- |
| Ramabele 82' | Chi tiết |         |

| Burundi                            | 2–2      | Lesotho                 |
| ---------------------------------- | -------- | ----------------------- |
| Amissi 29' · Ndikumana 88' (ph.đ.) | Chi tiết | Tale 16' · Mothoana 22' |

Lesotho thắng với tổng tỉ số 3–2 và giành quyền vào vòng 2.
| Eritrea   | 1–1      | Rwanda         |
| --------- | -------- | -------------- |
| Tekle 35' | Chi tiết | Uzamukunda 58' |

| Rwanda                                | 3–1      | Eritrea    |
| ------------------------------------- | -------- | ---------- |
| Karekezi 4' · Iranzi 70' · Bokota 79' | Chi tiết | Tedros 89' |

Rwanda thắng với tổng tỉ số 4–2 và giành quyền vào vòng 2.
| Eswatini    | 1–3      | CHDC Congo                              |
| ----------- | -------- | --------------------------------------- |
| Shongwe 63' | Chi tiết | Kaluyituka 18' · Mputu 22' · Bokese 72' |

| CHDC Congo                                            | 5–1      | Eswatini    |
| ----------------------------------------------------- | -------- | ----------- |
| Mputu 8', 49' · Kaluyituka 46', 61' · Diba Ilunga 66' | Chi tiết | Shongwe 63' |

CHDC Congo thắng với tổng tỉ số 8–2 và giành quyền vào vòng 2.
| São Tomé và Príncipe | 0–5      | Cộng hòa Congo                                                           |
| -------------------- | -------- | ------------------------------------------------------------------------ |
|                      | Chi tiết | Moussilou 1' · Douniama 5' · Malonga 27' · Oniangue 54' · Tchilimbou 69' |

| Cộng hòa Congo | 1–1      | São Tomé và Príncipe |
| -------------- | -------- | -------------------- |
| N'Ganga 56'    | Chi tiết | Gando 50'            |

Congo thắng với tổng tỉ số 6–1 và giành quyền vào vòng 2.
| Tchad     | 1–2      | Tanzania                |
| --------- | -------- | ----------------------- |
| Labbo 16' | Chi tiết | Ngassa 11' · Bakari 80' |

| Tanzania | 0–1      | Tchad     |
| -------- | -------- | --------- |
|          | Chi tiết | Labbo 47' |

Tổng tỉ số là 2–2. Tanzania thắng bởi luật bàn thắng sân khách và giành quyền vào vòng 2

## Danh sách cầu thủ ghi bàn
3 bàn
| - Dioko Kaluyituka - Trésor Mputu | - Dennis Oliech | - Lazarus Kaimbi |

2 bàn
| - Mahamat Labbo - Shimelis Bekele | - Getaneh Kebede - Rudolf Bester | - Sydney Urikhob - Sidumo Shongwe |

1 bàn
| - Cedric Amissi - Selemani Ndikumana - Mohamed Youssouf - Gladys Bokese - Yves Diba Ilunga - Ladislas Douniama - Chris Malonga - Matt Moussilou - Francis N'Ganga - Prince Oniangue - Harris Tchilimbou - Viera Ellong - Juvenal - Randy | - Abraham Tedros - Tesfalem Tekle - Oumed Oukri - Basile de Carvalho - Bokang Mothoane - Lehlomela Ramabele - Thapelo Tale - Brian Onyango - Titus Mulama - Pascal Ochieng - Victor Wanyama - Yvan Rajoarimanana - Falimery Ramanamahefa - Clésio Bauque | - Domingues - Miro - Jerry Sitoe - Whiskey - Heinrich Isaacks - Labama Bokota - Jean-Claude Iranzi - Olivier Karekezi - Elias Uzamukunda - Orlando Gando - Nurdin Bakari - Mrisho Ngassa - Serge Gakpé |

phản lưới nhà
- Jonas Mendes (trong trận gặp  Togo)